# Miguel Poblet
Miguel Poblet Orriols (Montcada i Reixac, 18 marzo 1928 – Barcellona, 6 aprile 2013) è stato un ciclista su strada e pistard spagnolo.
Professionista tra il 1945 ed il 1962, vinse due edizioni della Milano-Sanremo e fu il primo corridore capace di vincere almeno una tappa in tutti i grandi Giri nella stessa stagione.

## Carriera
Passò professionista nel 1945, quando aveva solo 17 anni. Velocista, vinse in Italia le gare più importanti del suo palmarès: 2 volte la Milano-Sanremo, nel 1957, primo spagnolo a vincere la Classicissima, e nel 1959, oltre ad un secondo posto nel 1958, dietro Rik Van Looy. Vinse anche ben venti tappe al Giro d'Italia. Colse inoltre tre successi di tappa al Tour de France e altrettanti alla Vuelta a España.
Nel 1956 fu il primo atleta capace di vincere nella stessa stagione almeno una tappa in tutti i grandi Giri e due anni dopo fu il primo spagnolo a salire sul podio di tre classiche monumento nello stesso anno: Milano-Sanremo, Parigi-Roubaix e Giro di Lombardia.

## Palmarès
- 1945 (U.D. Sans, due vittorie)

1ª tappa Trofeo Masfarrer (Montjuïc > Montjuïc)
Trofeo Jaumendreu
- 1946 (U.D. Sans, quattro vittorie)

3ª tappa Vuelta a Guipuzcoa (San Sebastián > San Sebastián)
2ª tappa Vuelta a Burgos (Aranda de Duero > Miranda de Ebro)
4ª tappa Vuelta a Burgos (Villarcayo > Burgos)
Circuito Sardinero
- 1947 (U.D. Sans, dodici vittorie)

Campionato spagnolo, Prova in salita
Campionato spagnolo, Cronometro per regioni
1ª tappa, 2ª semitappa Gran Premio de Catalunya (Sabadell > Barcellona)
1ª tappa, 3ª semitappa Gran Premio de Catalunya (Barcellona > Barcellona)
2ª tappa, 2ª semitappa Gran Premio de Catalunya (Tarrasa > Villafranca)
4ª tappa Gran Premio de Catalunya (Manresa > Manresa)
Classifica generale Gran Premio de Catalunya
Klasika Primavera
Trofeo Jaumendreu
2ª tappa Volta Ciclista a Catalunya (Barcellona > Vic)
7ª tappa Volta Ciclista a Catalunya (Igualada > Tortosa)
9ª tappa Volta Ciclista a Catalunya (Tarragona > Barcellona)
- 1948 (Minaco, dodici vittorie)

Campionato spagnolo, Prova in salita
Campionato spagnolo, Cronometro per regioni
4ª tappa Vuelta a Tarragona
Circuito de Pascuas
2ª tappa, 1ª semitappa Gran Premio de Catalunya (Sallent > Manresa)
2ª tappa, 2ª semitappa Gran Premio de Catalunya (Manresa > Manresa)
Classifica generale Gran Premio de Catalunya
1ª tappa, 2ª semitappa Gran Premio Marca (Madrid > Soria)
1ª tappa, 2ª semitappa Gran Premio Marca (Soria > Logroño)
Classifica generale Gran Premio Marca
7ª tappa Volta Ciclista a Catalunya (Tortosa > Reus)
8ª tappa Volta Ciclista a Catalunya (Reus > Manresa)
- 1949 (Minaco, otto vittorie)

Campionato spagnolo, Prova in salita
Campionato spagnolo, Cronometro per regioni
1ª tappa, 3ª semitappa Gran Premio Marca (Barcellona > Sabadell)
3ª tappa Gran Premio Marca (Manresa > Manresa)
1ª tappa, 1ª semitappa Volta Ciclista a Catalunya (Montjuïc > Montjuïc)
2ª tappa, 1ª semitappa Volta Ciclista a Catalunya (Vic > Figueres)
4ª tappa Volta Ciclista a Catalunya (Andorra La Vella > Manresa)
5ª tappa Volta Ciclista a Catalunya (Manresa > Reus)
- 1951 (Minaco, quattro vittorie)

Tappa Barcellona-Pamplona
1ª tappa Vuelta a Castilla
2ª tappa Volta Ciclista a Catalunya (Granollers > Figueres)
11ª tappa Volta Ciclista a Catalunya (Vilanova i la Geltrú > Barcellona)
- 1952 (Minaco, sei vittorie)

1ª tappa, 1ª semitappa Volta Ciclista a Catalunya (Montjuïc > Montjuïc)
2ª tappa Volta Ciclista a Catalunya (Manresa > Tarragona)
5ª tappa Volta Ciclista a Catalunya (Valls > Ripoll)
Classifica generale Volta Ciclista a Catalunya
4ª tappa Vuelta a Castilla
1ª tappa, 2ª semitappa Vuelta a Mallorca
- 1953 (La Perle, tre vittorie)

1ª tappa, 1ª semitappa Volta Ciclista a Catalunya (Montjuïc > Montjuïc)
6ª tappa Volta Ciclista a Catalunya (Tortosa > Tarragona)
- 1954 (La Perle & Splendid, dodici vittorie)

Trofeo Masferrer
1ª tappa, 2ª semitappa Volta Ciclista a Catalunya (Barcellona > Manresa)
5ª tappa Volta Ciclista a Catalunya (Lleida > Tortosa)
7ª tappa, 1ª semitappa Volta Ciclista a Catalunya (Reus > Sitges)
7ª tappa, 1ª semitappa Volta Ciclista a Catalunya (Circuito Autodromo de Sitges-Terramar)
8ª tappa Volta Ciclista a Catalunya (Sitges > Barcellona)
6ª tappa Vuelta a Asturias
1ª tappa Vuelta a Aragón (Saragozza > Saragozza)
4ª tappa Vuelta a Aragón (Huesca > Tamarite)
5ª tappa Vuelta a Aragón (Tamarite > Híjar)
8ª tappa Vuelta a Aragón (Calatayud > Cariñena)
9ª tappa Vuelta a Aragón (Cariñena > Saragozza)
1ª tappa Vuelta a Pontevedra
6ª tappa Vuelta a Pontevedra
- 1955 (Faema & Splendid, quattro vittorie)

Grand Prix du Midi Libre
1ª tappa, 1ª semitappa Tour de France (Le Havre > Dieppe)
22ª tappa Tour de France (Tours > Parigi)
1ª tappa Vuelta a Andalucía (Malaga > Malaga)
- 1956 (Faema & Splendid & Girardengo, quattro vittorie)

1ª tappa, 2ª semitappa Volta Ciclista a Catalunya (Barcellona > Igualada)
5ª tappa, 2ª semitappa Volta Ciclista a Catalunya (La Vall d'Uixó > Valencia)
7ª tappa Volta Ciclista a Catalunya (Tortosa > Reus)
8ª tappa Volta Ciclista a Catalunya (Reus > Barcellona)
3ª tappa Vuelta a España (Oviedo > Valladolid)
5ª tappa Vuelta a España (Madrid > Albacete)
6ª tappa Vuelta a España (Albacete > Alicante)
5ª tappa Giro d'Italia (Voghera > Mantova)
10ª tappa Giro d'Italia (Campobasso > Salerno)
16ª tappa Giro d'Italia (Bologna > Rapallo)
18ª tappa Giro d'Italia (Lecco > Sondrio)
8ª tappa Tour de France (Angers > La Rochelle)
- 1957 (Faema & Ignis & Saint-Raphaël, dodici vittorie)

Campionato spagnolo, Cronometro per regioni
Milano-Torino
Milano-Sanremo
6ª tappa, 2ª semitappa Gran Premio Ciclomotoristico (Teramo > Ascoli Piceno)
7ª tappa Gran Premio Ciclomotoristico (Ascoli Piceno > Spoleto)
8ª tappa, 3ª semitappa Gran Premio Ciclomotoristico (Rieti > Roma)
3ª tappa Giro d'Italia (Verona > Ferrara)
9ª tappa Giro d'Italia (Napoli > Frascati)
10ª tappa Giro d'Italia (Roma > Siena)
18ª tappa Giro d'Italia (Como > Trento)
1ª tappa, 1ª semitappa Volta Ciclista a Catalunya (Montjuïc > Montjuïc)
8ª tappa Volta Ciclista a Catalunya (Granollers > Montjuïc)
- 1958 (Ignis, dieci vittorie)

5ª tappa, 2ª semitappa Parigi-Nizza (Vergèze > Montpellier)
1ª tappa, 2ª semitappa Driedaagse van Antwerpen
1ª tappa Gran Premio Ciclomotoristico (Roma > Campobasso)
5ª tappa Gran Premio Ciclomotoristico (Taranto > Potenza)
6ª tappa, 2ª semitappa Gran Premio Ciclomotoristico (Castellammare di Stabia > Caserta)
7ª tappa, 1ª semitappa Gran Premio Ciclomotoristico (Caserta > Sabaudia)
7ª tappa, 2ª semitappa Gran Premio Ciclomotoristico (Sabaudia > Roma)
16ª tappa Giro d'Italia (Verona > Levico Terme)
19ª tappa Giro d'Italia (Trento > Gardone Riviera)
20ª tappa Giro d'Italia (Salò > Milano)
6ª tappa Volta Ciclista a Catalunya (Gerona > Granollers)
- 1959 (Ignis & Peña Solera, dieci vittorie)

4ª tappa Gran Premio Ciclomotoristico (Taranto > Cosenza)
8ª tappa, 2ª semitappa Gran Premio Ciclomotoristico (Gela > Agrigento)
Milano-Sanremo
6ª tappa Giro d'Italia (Roma > Napoli)
13ª tappa Giro d'Italia (Rimini > Verona)
15ª tappa Giro d'Italia (Trento > Bolzano)
1ª tappa, 1ª semitappa Volta Ciclista a Catalunya (Montjuïc > Montjuïc)
5ª tappa Volta Ciclista a Catalunya (Manresa > Palafrugell)
8ª tappa Volta Ciclista a Catalunya (Granollers > Montjuïc)
8ª tappa Vuelta a Levante
- 1960 (Ignis & Ferris, dodici vittorie)

Campionato spagnolo, Cronometro per regioni
1ª tappa, 2ª semitappa Volta Ciclista a Catalunya (Barcellona > Reus)
3ª tappa Volta Ciclista a Catalunya (Tortosa > Lleida)
5ª tappa Volta Ciclista a Catalunya (Puigcerdà > Palafrugell)
Classifica generale Volta Ciclista a Catalunya
Sassari-Cagliari
2ª tappa, 1ª semitappa Gran Premio Ciclomotoristico (Caserta > Foggia)
5ª tappa, 1ª semitappa Gran Premio Ciclomotoristico (San Benedetto del Tronto > Rimini)
6ª tappa, 1ª semitappa Gran Premio Ciclomotoristico (Rimini > Riccione)
3ª tappa Giro d'Italia (Sorrento > Campobasso)
7ª tappa, 1ª semitappa Giro d'Italia (Igea Marina, cronometro)
9ª tappa, 2ª semitappa Giro d'Italia (Carrara-Cave di Carrara, cronometro)
- 1961 (Ignis, tre vittorie)

1ª tappa Giro d'Italia (Circuito di Torino)
2ª tappa Giro d'Italia (Torino > Sanremo)
21ª tappa Giro d'Italia (Bormio > Milano)

### Altri successi
- 1958 (Ignis)

Classifica a punti Giro d'Italia
- 1959 (Ignis)

Classifica a punti Volta Ciclista a Catalunya
- 1960 (Ignis)

Classifica a punti Volta Ciclista a Catalunya

### Pista
- 1953

Sei giorni di Barcellona (con Ferdinando Terruzzi)
- 1957

Campionato spagnolo, Velocità
- 1959

Campionato spagnolo, Velocità
- 1960

Campionato spagnolo, Velocità
- 1961

Campionato spagnolo, Velocità
Sei giorni di Buenos Aires (con Jorge Batiz)
- 1962

Campionato spagnolo, Velocità
Sei giorni di Madrid (con Miguel Bover)

## Piazzamenti

### Grandi Giri
- Giro d'Italia

1956: ritirato
1957: 6º
1958: 6º
1959: 6º
1960: 25º
1961: 41º
- Tour de France

1955: 26º
1956: ritirato (14ª tappa)
1957: ritirato (4ª tappa)
- Vuelta a España

1955: ritirato
1956: ritirato

### Classiche monumento
- Milano-Sanremo

1957: vincitore
1958: 2º
1959: vincitore
1960: 26º
1961: 39º
- Parigi-Roubaix

1954: 40º
1955: 32º
1957: 26º
1958: 2º
1959: 37º
1960: 3º
1961: ritirato
- Giro di Lombardia

1956: 31º
1957: 10º
1958: 2º
1959: 3º
1960: 12º

### Competizioni mondiali
- Campionato del mondo su strada

Solingen 1954 - In linea: ritirato
Frascati 1955 - In linea: ritirato
Copenaghen 1956 - In linea: ritirato
Reims 1958 - In linea: 11º
Zandvoort 1959 - In linea: ritirato
Sachsenring 1960 - In linea: 24º
Berna 1961 - In linea: ritirato